# Schloss Kornberg

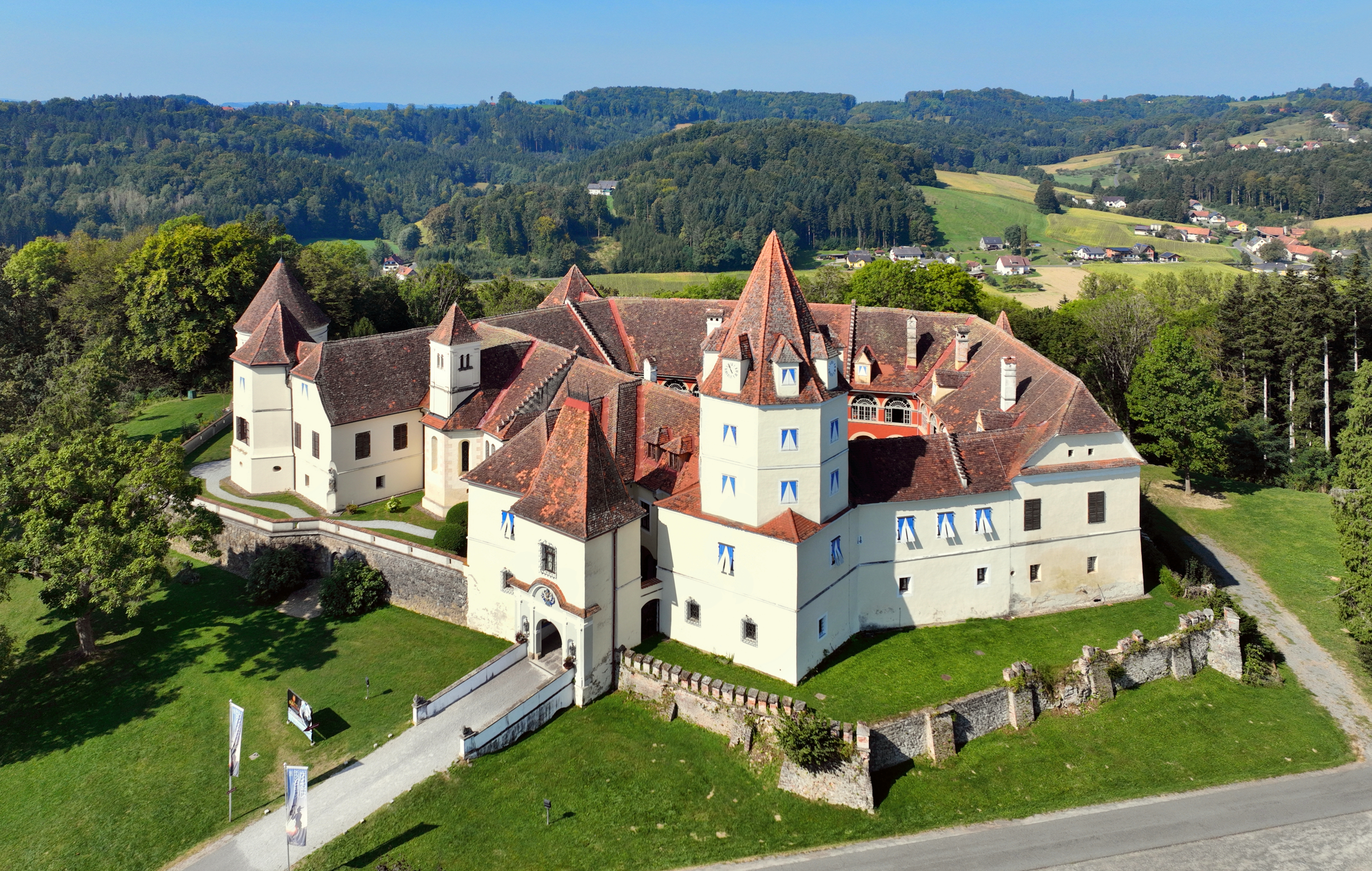
Ostansicht von Schloss Kornberg

Schloss Kornberg liegt bei Dörfl (Gemeinde Riegersburg), im Südosten Österreichs in der Steiermark.

## Geschichte

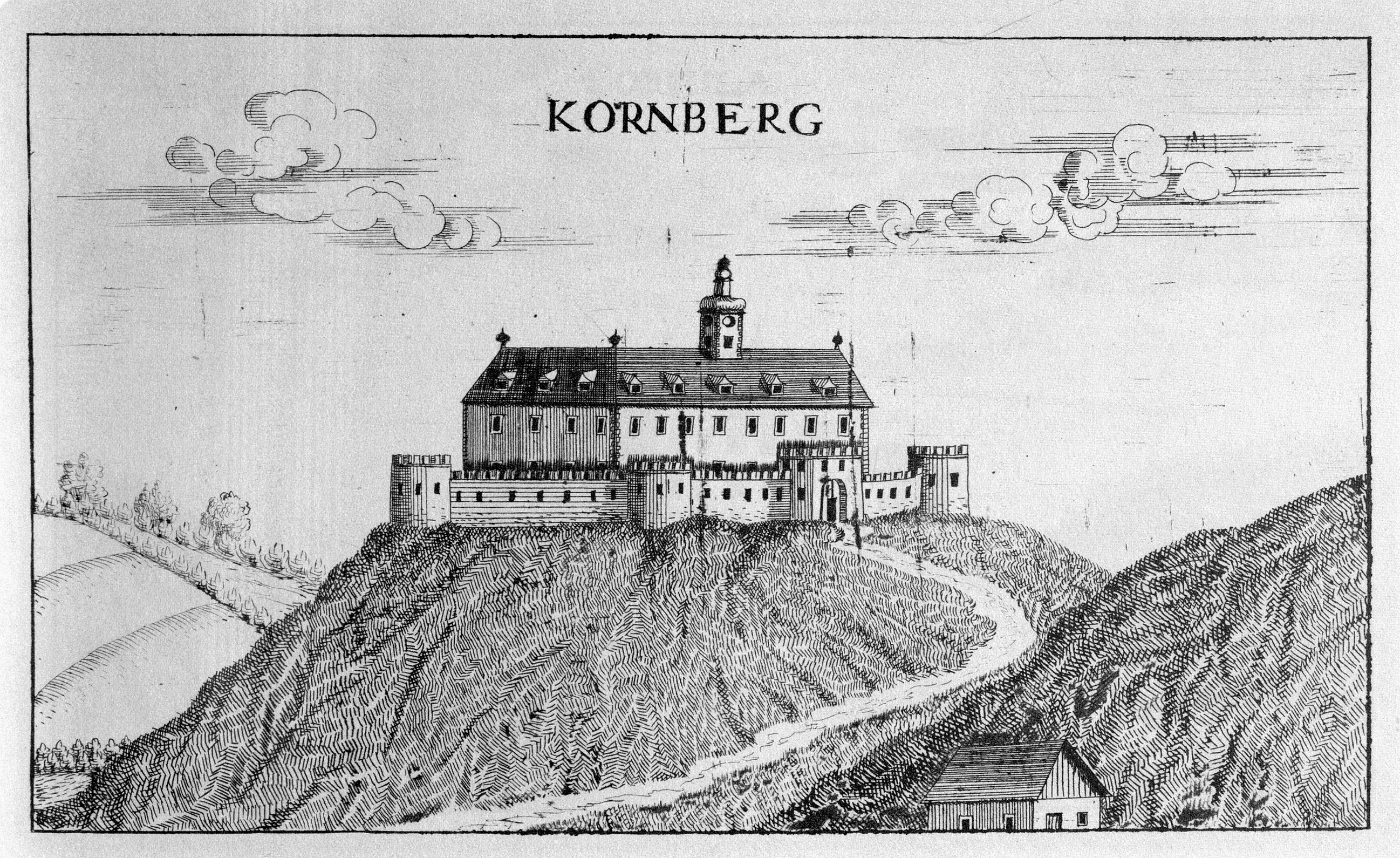
Schloss Kornberg, um 1681

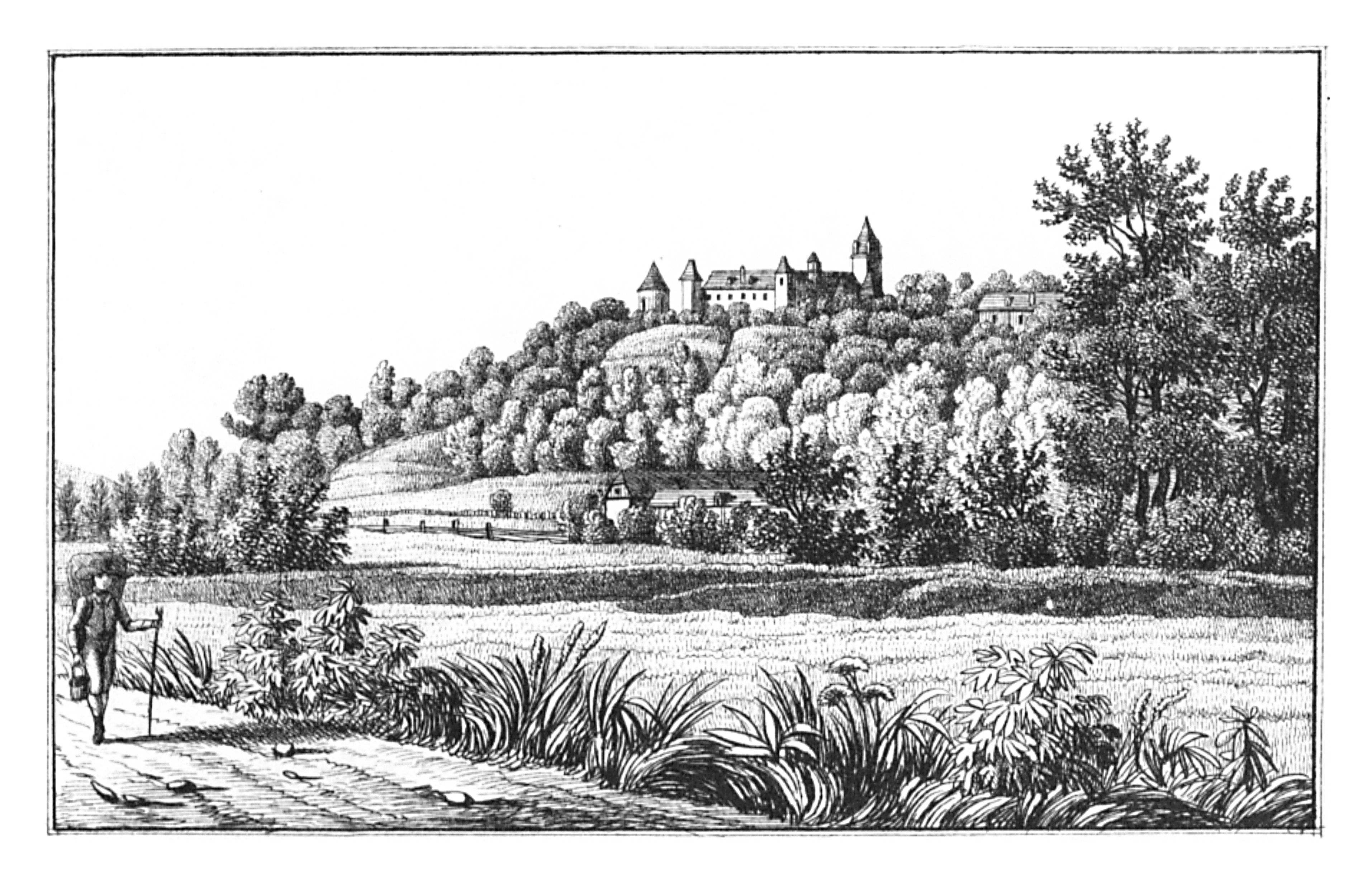
Schloss Kornberg, um 1830

### Kornberger
Schloss Kornberg wurde erstmals 1284 urkundlich erwähnt. Es wurde von den Herren von Kornberg – im Auftrag der Ritter von Riegersburg-Wildon – zur Sicherung des Zuganges zur Riegersburg errichtet. Die strategisch günstig, erhöht gelegene Burg wurde zusätzlich durch eine Befestigungsmauer gesichert.  Es diente ursprünglich nicht als Wohnschloss, sondern als befestigte Anlage. Im Zuge der Sicherung des Grenzlandes gegen Ungarn wurden im 12. Jahrhundert zahlreiche Kolonisten aus Niederösterreich angesiedelt und Burgen gegründet.

### Herren von Graben
Die Burg musste aus finanziellen Gründen den Herren von Walsee zu Lehen vergeben werden. 1328 veräußerten Friedrich Kornberger (Chorenberger) und dessen Söhne Ulrich und Friedl die Herrschaft Kornberg und das Schlosses Kornberg um 150 Mark Silber. an die Von Graben. Dieser gemeinschaftliche Kauf die Gebrüder durch Friedrich I., Otto I. und Ulrich II. von Graben erfolgte samt Wappen und Zugehör. In dem Kaufbrief steht vermerkt: ..das Haus zu Kornberg und zu Edelsbach bei Kornberg, das Dorf Unterkrottendorf und den Hof zu Wetzelsdorf bei Kornberg mit dem 2. Teil Wein -und Getreidezehnt und dem Gericht daselbst. Durch die große Ausbreitung der Graben im Laufe des 14. Jahrhunderts, auch unter diversen Namen, brachte diverse Abänderungen des Grabnerischen Stammwappen mit sich. Das ursprüngliche Wappen mit dem blauen Schrägrechts -resp. Schräglinksbalken auf Silber erfuhr bei der durch die drei Gebrüdern Von Graben neu begründeten Kornberger Linie eine Änderung hin zu einem sprechenden Wappen mit einer (aufrecht stehenden) silbernen Schaufel auf rotem Feld an. Dieses Wappen der Kornberger Linie vererbte sich an deren Abstammungen in Niederösterreich, Tirol und den Niederlanden (aber nicht in Kärnten und Osttirol).
In weiterer Folge ist Kornberg als Allod in ihren Besitz gekommen und begründete somit die Kornberger Linie des Geschlechts. Die Von Graben konnten in weiterer Folge die Befestigungsanlagen weiter ausbauen. 1377 stiftete Friedrich I. die Schlosskapelle zu Kornberg, die dem Heiligen Andreas geweiht wurde. Kornberg diente den Graben als Verwaltungssitz ihres in der Oststeiermark verstreuten Besitzes. Nach dem Tod des Andrä von Graben im Jahre 1556 und dessen Schwester Anna von Graben im Jahre 1664 und dem dadurch bedingten Absterben dieser Linie fiel die Burg nach langjährigen Erbstreitigkeiten an die Söhne und Verwandten von Anna, den Herren von Stadl.

### Herren von Stadl

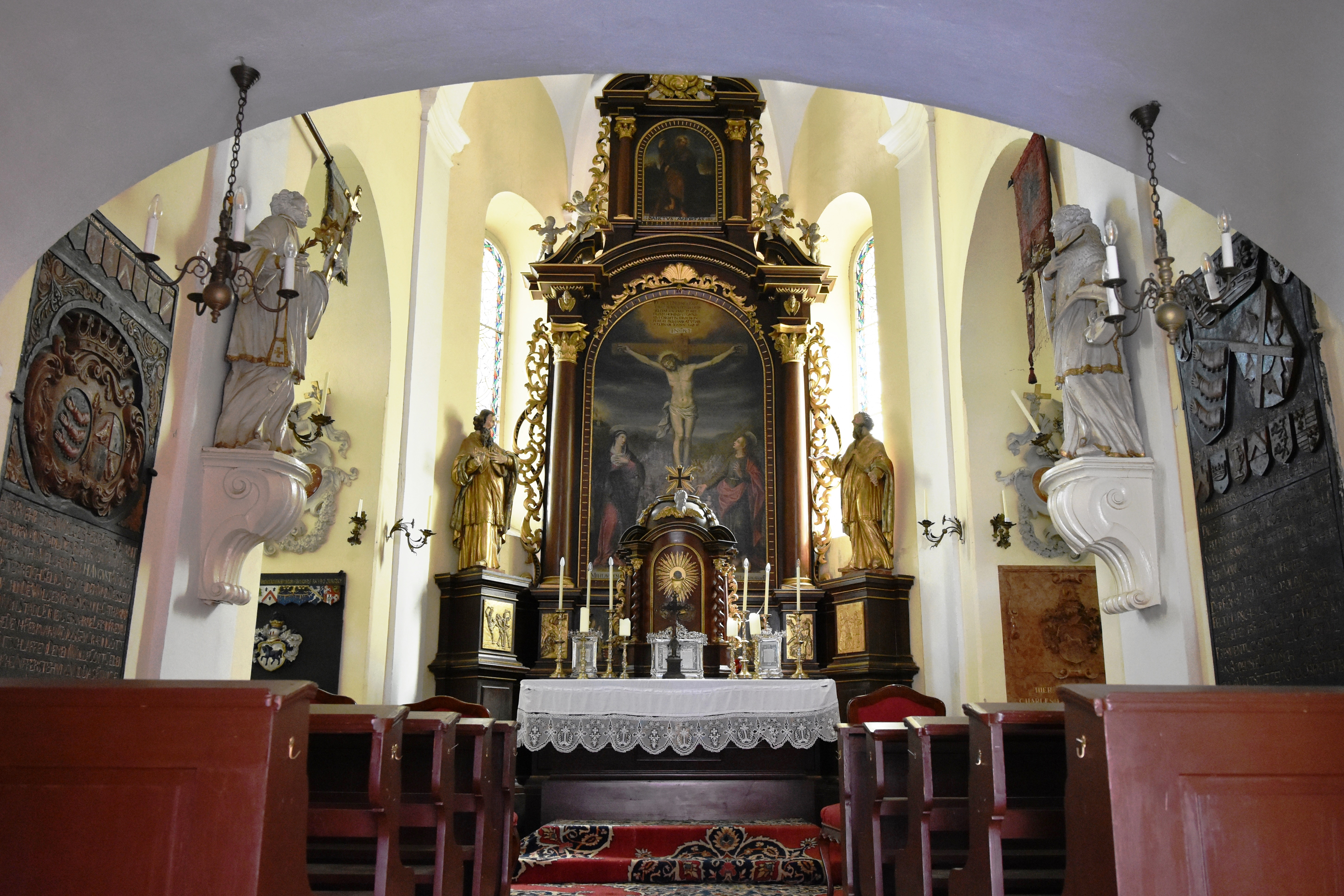
Schlosskapelle zu Kornberg

Im Zuge der Erbstreitigkeiten fehlten die finanziellen Mittel, um den Baubestand zu erhalten. Erst nachdem der 25-jährige Hans Rudolf von Stadl die 66-jährige Besitzerin der Riegersburg, Katharina Elisabeth Freifrau von Galler, ehelichte, konnte der Ausbau der Zitadelle zum Wohnschloss im 16. und 17. Jahrhundert erfolgen. Im Zuge dieses Ausbaus wurde auch die Andreaskapelle prunkvoll neu errichtet, die im 16. Jahrhundert zerstört worden war. Die von Stadl besaßen das Schloss bis 1825.

### Bardeau
Nach kurzem Besitz durch das Haus Liechtenstein (auf Riegersburg) ging der Besitz 1871 an Charles François Bardeau. Der aus Frankreich stammende Bardeau war mit Handelsgesellschaften und Werften in Triest reich geworden. 1911 wurde seine Familie durch Kaiser Franz Joseph in den österreichischen Grafenstand erhoben. Bardeau ließ das Schloss wohnlich einrichten und im Stil der Zeit restaurieren. Die Nachkommen der Grafen von Bardeau sind bis dato Besitzer der Anlage.
Die heute zweigeschoßige Schlossanlage mit Nebengebäuden enthält einen sehenswerten Renaissance-Innenhof, der mit vier Türmen verstärkt ist.

## Heutige Nutzung

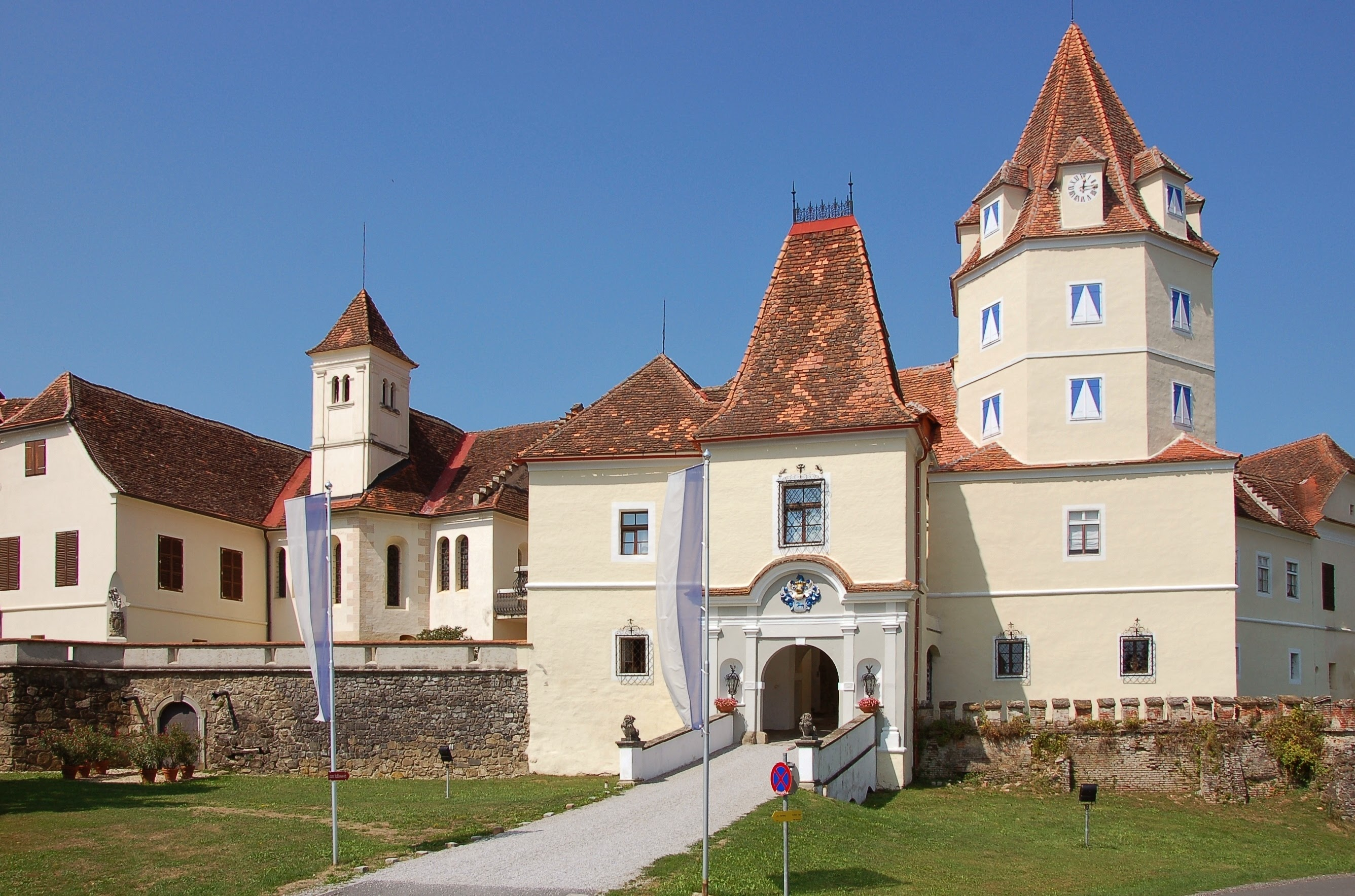
Schloss Kornberg (2013)

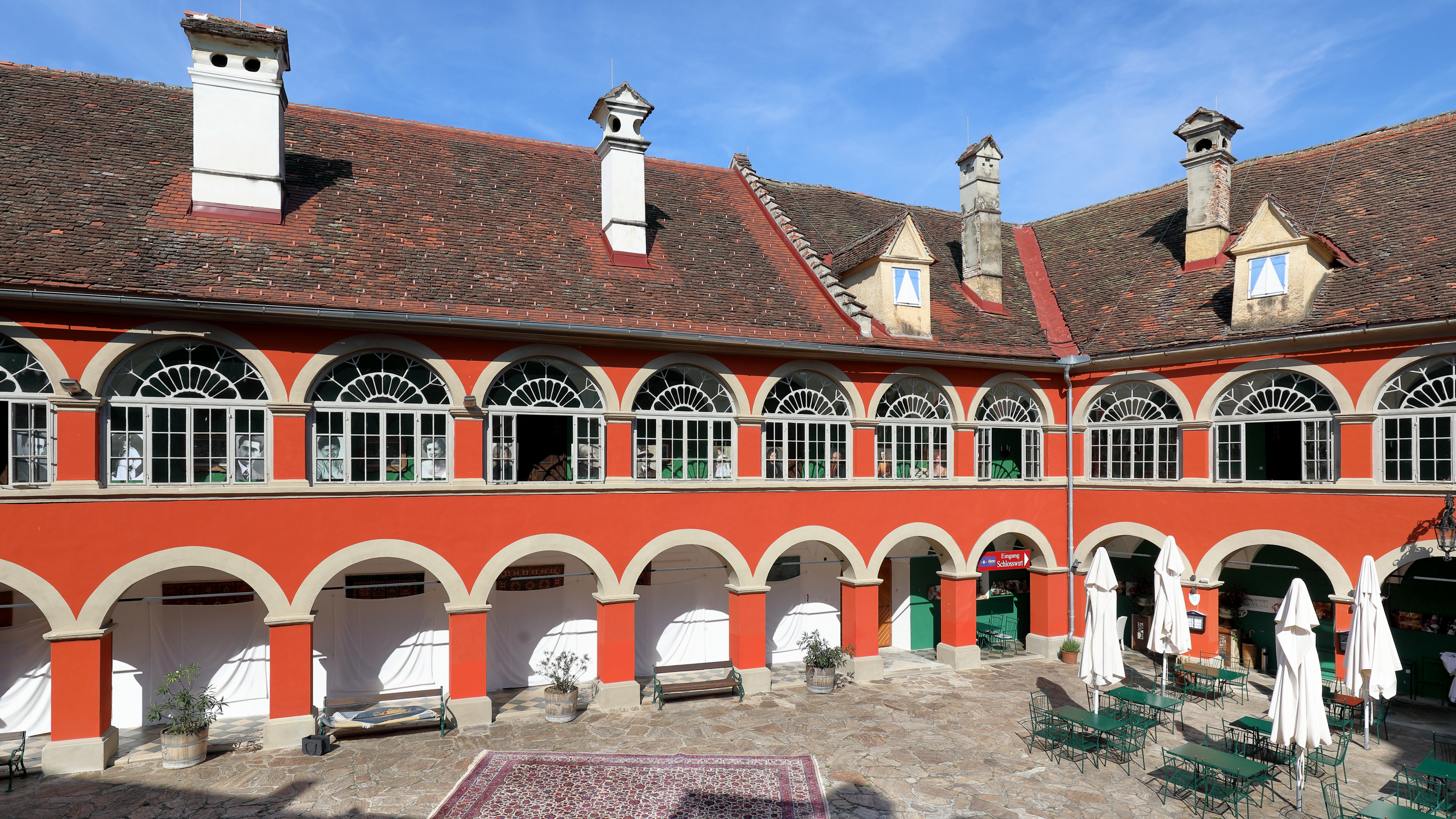
Arkadenhof des Schlosses

Schlossanlage und Nebengebäude sind Privatbesitz und werden heute vor allem kulturell und touristisch genutzt. Das Schloss beherbergt ein Restaurant und einen Kunsthandwerksladen und verfügt über circa 400 Quadratmeter Ausstellungsfläche im Erdgeschoß, die jährlich für eine Orientteppich-Ausstellung sowie für eine große Oster- und Weihnachtsausstellung genutzt werden. Das in einem Nebengebäude untergebrachte Haus der Region dient als Veranstaltungsort für Kurse und Seminare.
Schloss Kornberg ist Teil der Schlösserstraße.
Ein Teil des dem Schloss zugehörigen Meierhofes am Fuß des Schlossberges beherbergt die Dauerausstellung „Welt der Schlösser“, eine Modellsammlung von Schlössern aus aller Welt, sowie jährliche Sonderausstellungen. Außerdem ist ein Planetarium angeschlossen.